# 真津山村
真津山村（まつやまむら）は、長崎県北高来郡の中西部にあった村。1940年（昭和15年）に北高来郡内の周辺各町村と合併し市制施行、諫早市となった。現在の諫早市諫早地域のうち、真津山地区にあたる。

## 地理
北高来郡の中西部、東大川とその支流真崎川流域に位置し、西岸を大村湾に接する。
- 山：井樋ノ尾岳、碁盤ノ辻、高岳、城山
- 河川：東大川、西大川、真崎川、久山川
- 港湾：大村湾、久山港

## 沿革
- 1889年（明治22年）4月1日 - 町村制施行により、真崎村・貝津村・久山村が合併し北高来郡真津山村が発足。
- 1940年（昭和15年）9月1日 - 諫早町・小栗村・小野村・有喜村・真津山村・本野村・長田村が合併し市制施行。諫早市が発足し、真津山村は自治体として消滅。

## 地名
真津山村では大字を冠称した名を行政区域とする地域と、大字のみを行政区域とする地域が混在する。
大字真崎
- 津水名
- 本村名
- 破籠井名（わりごい）

大字貝津
- 小船越名（おぶなこし）
- 本村名

大字久山
大字のみ。名は設置していない。

## 行政

### 村長
- 芦塚亀三郎[2]

## 交通

### 鉄道
村域を日本国有鉄道長崎本線が通るが、駅は設置されていない。
現在、旧村域には1985年（昭和60年）より西諫早駅が設置されている。

## 学校
- 真崎尋常小学校
- 真津山尋常高等小学校

## 名所・旧跡
- 真崎城跡